# Tony Gunawan
Tony Gunawan (n. 9 aprilie 1975, Surabaya, Provincia Java de Est, Indonezia) este un jucător de badminton ce a reprezentat Statele Unite ale Americii, medaliat olimpic. A participat la 2 ediții ale Jocurilor Olimpice (2000, 2012) în care a câștigat o medalie de aur.